# Бершер Сен Жермен
Бершер Сен Жермен (фр. Berchères-Saint-Germain) насеље је и општина у централној Француској у региону Центар (регион), у департману Ер и Лоар која припада префектури Шартр.
По подацима из 2011. године у општини је живело 767 становника, а густина насељености је износила 27,72 становника/km². Општина се простире на површини од 27,67 km². Налази се на средњој надморској висини од 174 метара (максималној 195 m, а минималној 137 m).

## Демографија
| 1962. | 1968. | 1975. | 1982. | 1990. | 1999. | 2011. |
| ----- | ----- | ----- | ----- | ----- | ----- | ----- |
| 293   | 325   | 367   | 446   | 594   | 682   | 767   |

График промене броја становника у току последњих година